# ساموراي شوداون: واريورز ريدج
ساموراي شوداون: واريورز ريدج (بالإنجليزية: Samurai Shodown: Warriors Rage ساموراي شوداون: غضب المحاربين)، هي لعبة قتال من إنتاج إس إن كي، صدرت اللعبة عام 1999 على جهاز بلاي ستيشن فقط.

## لعب
تقدم اللعبة نظام شريط الحياة الجديد، والذي ينقسم إلى ثلاثة أقسام.  في كل مرة يتم فيها استنفاد شريط حياة اللاعب، تتم استعادة قسم أقل في بداية الجولة التالية.  تنتهي المباراة عندما يخسر اللاعب ثلاث جولات. على الرغم من أن اللعبة لا تزال تحتوي على رسومات ثلاثية الأبعاد، إلا أن الحركة تقتصر على مستوى ثنائي الأبعاد يتجاوز المراوغة الأساسية.  يتحكم زران في الخطوط المائلة الضعيفة والقوية، والثالث ينفذ هجوم الركلة، والرابع يستخدم للمراوغات.

## قصة
تدور أحداث اللعبة بعد 20 عامًا من أحداث الألعاب الأصلية، حيث أنت تتحكم في هذه اللعبة، دور محارب مستأجر يجب عليه إيقاف عصابة شريرة وإنقاذ ريمورورو.